# Vilanava de Bonlòc
Vilanava de Bonlòc (francès Villeneuve-lès-Bouloc) és un municipi francès situat al departament de l'Alta Garona i a la regió d'Occitània.

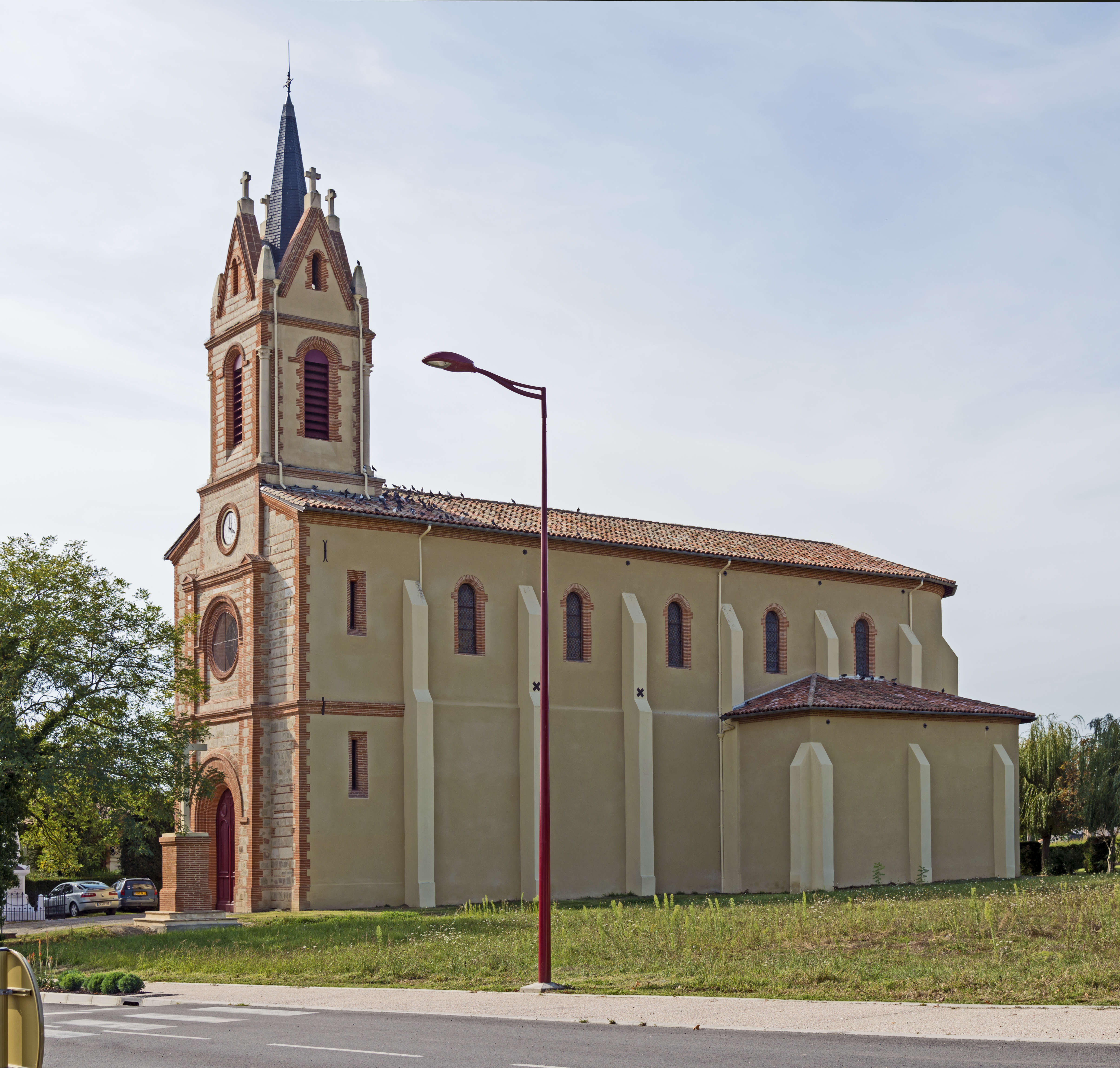
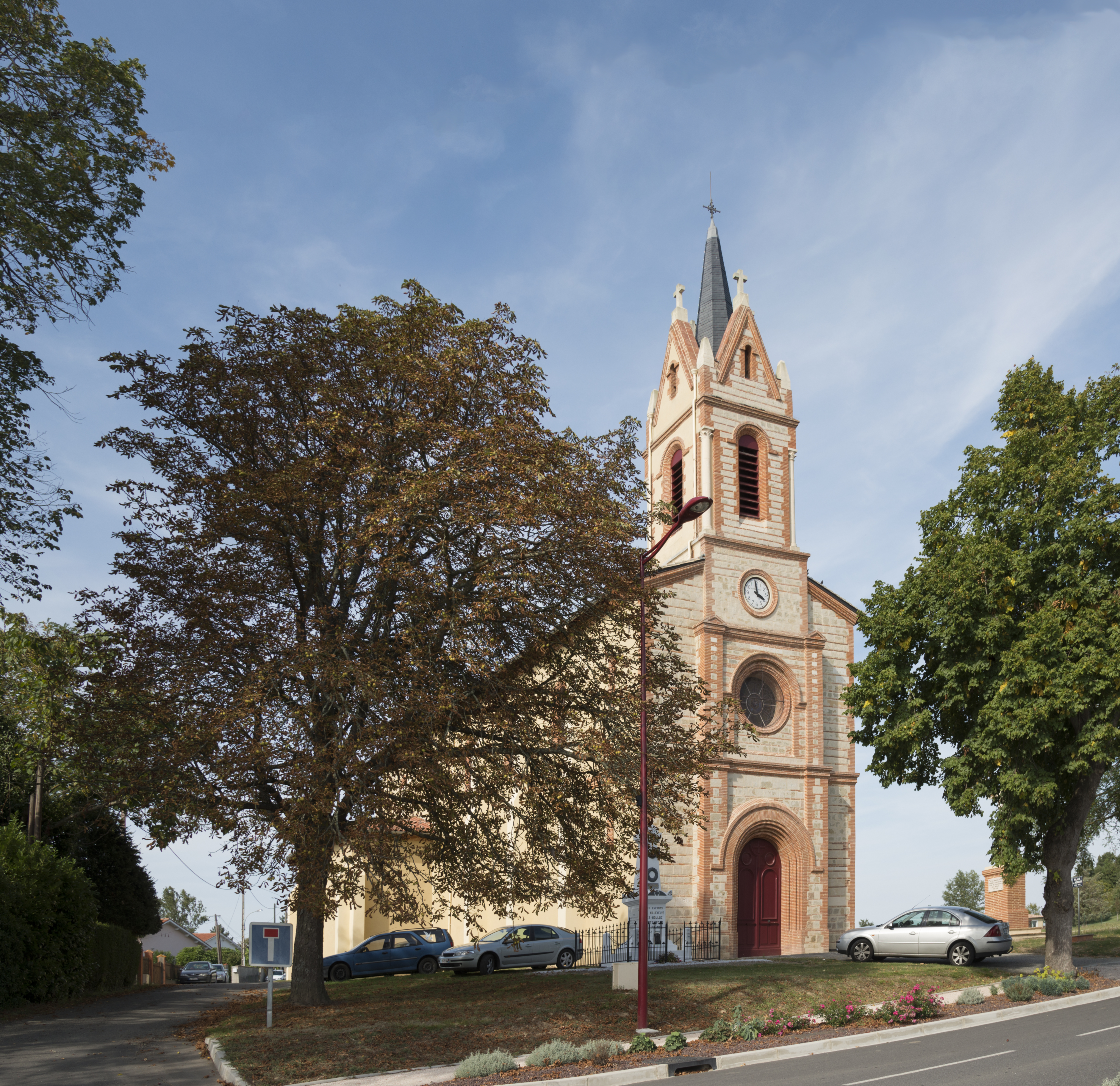
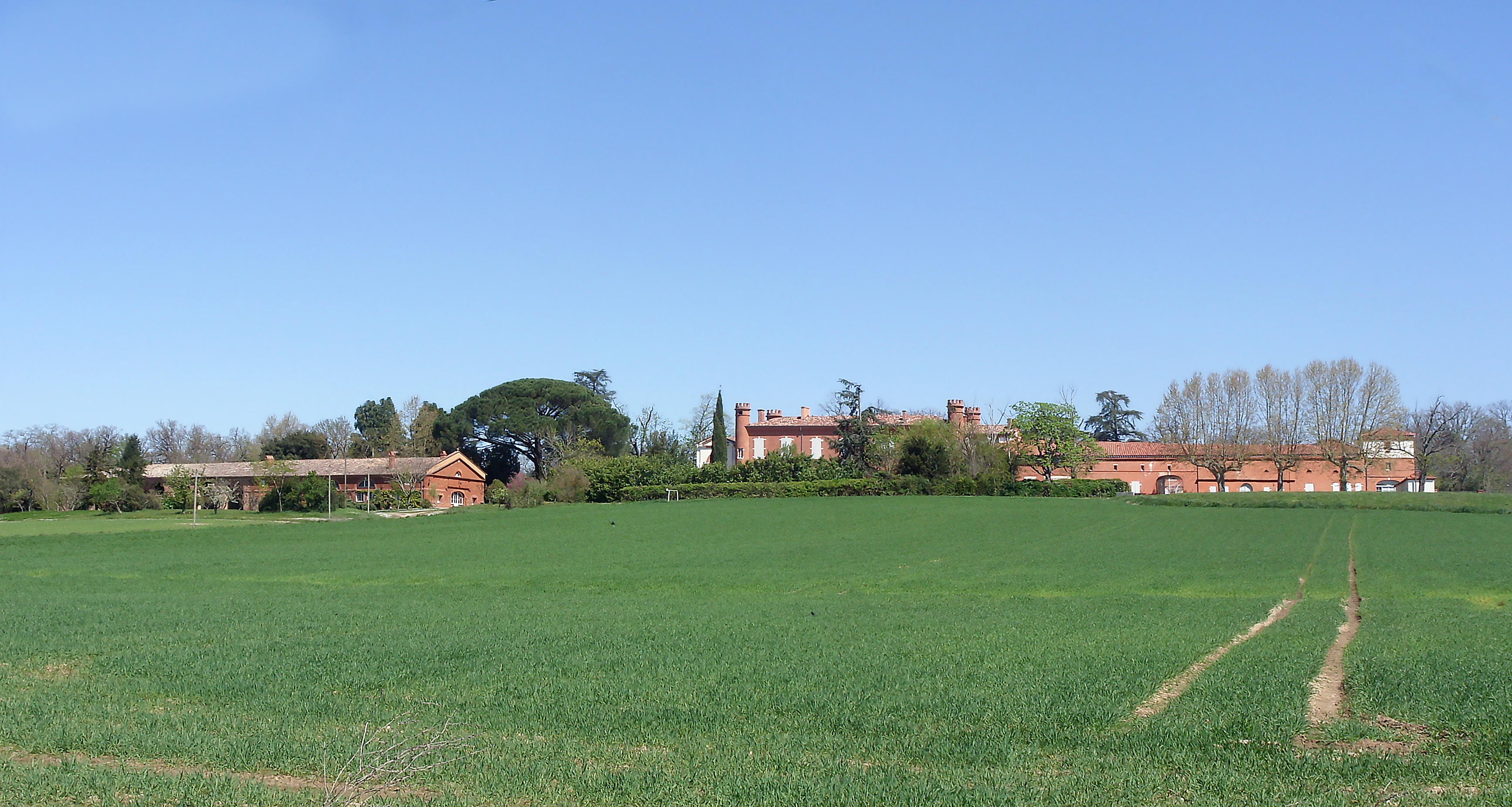